# پاوووویتسه (شهرستان پشچنا)
پاوووویتسه (به لهستانی:  Pawłowice) یک روستا در لهستان است که در گمینا پاوووویتسه واقع شده‌است. پاوووویتسه ۱۸٫۰۵ کیلومتر مربع مساحت و ۹٬۹۲۹ نفر جمعیت دارد.